# Эткинс, Питер
Пи́тер Уи́льям Э́ткинс (англ. Peter William Atkins; род. 10 августа 1940, Амершем, Бакингемшир, Бакингемшир, Англия, Великобритания) — британский химик. Автор множества популярных учебников по химии, включая такие, как «Физическая химия», «Неорганическая химия» и «Молекулярная квантовая механика». Также написал несколько научно-популярных книг, среди которых «Десять великих идей науки. Как устроен наш мир».

## Биография
В 1965 году стал профессором химии в Линкольн-колледжа Оксфордского университета. В 2007 году ушёл на пенсию, после чего посвятил себя написанию книг. В 2016 году был награждён Премией Джеймса Грейди−Джеймса Стака за интерпретацию химии для общества Американским химическим обществом.
Эткинс является известным атеистом. Писал и выступал на темы гуманизма, атеизма и несовместимости религии с наукой. Почётный член Национального секулярного общества. Участвовал в дебатах с такими верующими учёными, как Алистер Макграт, Уильям Лейн Крейг и Ричард Суинбёрн.
С 1991 по 2005 год был женат на английской писательнице и учёном Сьюзен Гринфилд.